# Buckhurst Hill (stanice metra v Londýně)
Buckhurst Hill je stanice metra v Londýně, otevřená 22. srpna 1856. V 80. letech 20. století zde byly instalovány automaty na jízdenky. Autobusové spojení zajišťuje linka 167 a 549. Stanice se nachází v přepravní zóně 5 a leží na lince:
- Central Line mezi stanice Woodford a Loughton.

| Rok  | Počet cestujících |
| ---- | ----------------- |
| 2011 | 1,85 mil.         |
| 2012 | 1,91 mil.         |
| 2013 | 1,94 mil.         |
| 2014 | 2,06 mil.         |